# Die Chroniken von Alice
Die Chroniken von Alice ist eine düstere Neu-Interpretation des klassischen Märchens Alice im Wunderland von Lewis Carroll.

## Hintergrund
Christina Henry, geboren 1974 in New York, ist eine US-amerikanische Schriftstellerin, die im Horror- und Dark-Fantasy-Genre tätig ist. Sie erlangte internationale Bekanntheit durch ihre düsteren Neuinterpretationen klassischer Kindergeschichten, darunter Die Chroniken von Alice. Die Idee hinter der Reihe war es, die vertrauten Elemente von Alice im Wunderland in eine neue, groteske und alarmierende Geschichte zu verwandeln.

## Bände der Reihe
| Band                         | Englischer Titel | Englisches Veröffentlichungsdatum | Deutscher Titel           | Deutsches Veröffentlichungsdatum |
| ---------------------------- | ---------------- | --------------------------------- | ------------------------- | -------------------------------- |
| 1. Finsternis im Wunderland  | Alice            | 28. Juli 2015                     | Finsternis im Wunderland  | 16. März 2020                    |
| 2. Die Schwarze Königin      | Red Queen        | 12. Juli 2016                     | Die Schwarze Königin      | 31. August 2020                  |
| 3. Dunkelheit im Spiegelland | Looking Glass    | 4. Juni 2019                      | Dunkelheit im Spiegelland | 19. April 2021                   |

## Handlung

### Finsternis im Wunderland
Alice ist seit zehn Jahren in einer düsteren psychiatrischen Klinik gefangen. Sie erinnert sich nicht daran, warum sie dort ist, und wird von Albträumen über einen Mann mit Kaninchenohren geplagt. Als ein Feuer in der Klinik ausbricht, gelingt ihr die Flucht zusammen mit Hatcher, einem geisteskranken Axtmörder. Doch draußen sind sie keineswegs sicher, denn ein dunkles Wesen, das ebenfalls entkommen ist, jagt sie.

### Die Schwarze Königin
Alice hat den Kampf gegen den Wahnsinn und den Jabberwock überlebt. Nun will sie ein Versprechen einlösen und Jenny, die Tochter ihres Freundes Hatcher, finden. Auf ihrer Reise müssen Alice und Hatcher in das Reich der Weißen Königin vordringen, wo sie auf weitere albtraumhafte Schrecken stoßen. Alice muss ihre neuen Kräfte beherrschen lernen und herausfinden, was mit der rätselhaften Schwarzen Königin geschehen ist.

### Dunkelheit im Spiegelland
Dieser Band besteht aus vier Kurzgeschichten, die die Herkunft und Zukunft von Alice und Hatcher beleuchten. Eine Geschichte erzählt von Hatchers Leben, als er noch Nicholas hieß, eine andere von einer gruseligen Nacht in einem Schloss. Zudem lernt der Leser Alice’ Schwester Elizabeth kennen, die sich vom Jabberwock finstere Gedanken einflüstern lässt.

## Charaktere (Auswahl)
| Charakter            | Eigenschaften               | Charakter                             | Verhalten                                                 | Aussehen                           | Handlungen im Buch                                                    |
| -------------------- | --------------------------- | ------------------------------------- | --------------------------------------------------------- | ---------------------------------- | --------------------------------------------------------------------- |
| Alice                | Mutig, entschlossen         | Traumatisiert, aber stark             | Entschlossen, die Wahrheit herauszufinden                 | Blass, zerbrechlich, Narben        | Flieht aus der psychiatrischen Klinik, kämpft gegen den Jabberwock    |
| Hatcher              | Wild, unberechenbar         | Gewalttätig, aber loyal               | Beschützt Alice, kämpft an ihrer Seite                    | Groß, muskulös, oft mit Axt        | Hilft Alice bei der Flucht, bekämpft Bedrohungen                      |
| Grinser              | Mysteriös, manipulativ      | Undurchsichtig, verfolgt eigene Ziele | Hilft gelegentlich, aber mit unklaren Motiven             | Katzenartig, breites Grinsen       | Gibt Alice und Hatcher kryptische Hinweise                            |
| Raupe                | Weise, aber gefährlich      | Kryptisch, Mentor                     | Gibt Ratschläge, oft mit einem Preis                      | Groß, bedrohlich, langer Mantel    | Bietet Alice Hilfe an, aber fordert Gegenleistungen                   |
| Die Schwarze Königin | Mächtig, tyrannisch         | Skrupellos, herrschsüchtig            | Herrscht mit eiserner Hand                                | Imposant, dunkle Gewänder          | Versucht, ihre Macht zu behalten, bekämpft Alice                      |
| Der Hase             | Grausam, manipulierend      | Rachsüchtig, skrupellos               | Verfolgt Alice, um sich zu rächen                         | Furchteinflößend, unheimlich       | Quält Alice in ihren Albträumen, versucht sie zu fangen               |
| Jabberwock           | Bösartig, mächtig           | Chaotisch, zerstörerisch              | Verfolgt Alice und Hatcher                                | Monströs, scharfe Zähne und Klauen | Entkommt aus dem Irrenhaus, jagt Alice und Hatcher                    |
| Walross              | Gefährlich, kannibalistisch | Grausam, unbarmherzig                 | Verfolgt seine eigenen Interessen, oft auf Kosten anderer | Groß, kräftig, walrossähnlich      | Bekannt für seine brutalen Methoden und seine Rolle im Menschenhandel |